# Resolutie 1465 Veiligheidsraad Verenigde Naties
Resolutie 1465 van de Veiligheidsraad van de Verenigde Naties werd op 13 februari 2003 unaniem door de VN-Veiligheidsraad aangenomen.

## Achtergrond
Op de avond van 7 februari 2003 werd in de Colombiaanse hoofdstad Bogota een bomaanslag gepleegd op een club waar een huwelijksreceptie, een balletopvoering en een kinderfeestje werden gehouden. Daarbij vielen 34 doden, waaronder 6 kinderen, en meer dan 150 gewonden.
De FARC, een gewapende groep die al sinds 1964 strijd voert tegen de Colombiaanse overheid om een communistisch regime in te voeren, werd verantwoordelijk geacht voor de aanslag.

## Inhoud
De Veiligheidsraad:
- Bevestigt de doelstellingen en principes van het Handvest van de Verenigde Naties en de relevante resoluties hiervan, waarvan resolutie 1373 in het bijzonder.
- Bevestigt dat terrorisme met alle mogelijke middelen moet worden bestreden.

1. Veroordeelt de bomaanslag in Bogota op 7 februari, die vele doden eiste; en betreurt alle terreurdaden.
2. Condoleert het volk en de overheid van Colombia en de slachtoffers en hun families.
3. Dringt er bij alle landen op aan samen te werken met Colombia om de daders te berechten.
4. Is vastberaden alle vormen van terrorisme te bestrijden.

## Verwante resoluties
- Resolutie 1355 Veiligheidsraad Verenigde Naties
- Resolutie 1456 Veiligheidsraad Verenigde Naties
- Resolutie 1516 Veiligheidsraad Verenigde Naties
- Resolutie 1526 Veiligheidsraad Verenigde Naties (2004)

Lijst ·  1455 ·  1456 ·  1457 ·  1458 ·  1459 ·  1460 ·  1461 ·  1462 ·  1463 ·  1464 ·  1465 ·  1466 ·  1467 ·  1468 ·  1469 ·  1470 ·  1471 ·  1472 ·  1473 ·  1474 ·  1475 ·  1476 ·  1477 ·  1478 ·  1479 ·  1480 ·  1481 ·  1482 ·  1483 ·  1484 ·  1485 ·  1486 ·  1487 ·  1488 ·  1489 ·  1490 ·  1491 ·  1492 ·  1493 ·  1494 ·  1495 ·  1496 ·  1497 ·  1498 ·  1499 ·  1500 ·  1501 ·  1502 ·  1503 ·  1504 ·  1505 ·  1506 ·  1507 ·  1508 ·  1509 ·  1510 ·  1511 ·  1512 ·  1513 ·  1514 ·  1515 ·  1516 ·  1517 ·  1518 ·  1519 ·  1520 ·  1521